# 인천적십자병원
인천적십자병원(仁川赤十字病院, Incheon Red Cross Hopital)은 인천광역시 연수구 원인재로 263에 위치한 대한적십자사 소속의 종합병원이다.

## 연혁
- 1956년 7월 인천 동구 송현동, 경기적십자병원 개원.
- 1977년 4월 인천적십자병원으로 개칭.
- 1985년 5월 종합병원 승격
- 1993년 결핵요양병원 통합운영 (203병상)
- 2006년 인공신장실 개설
- 2009년 1월 입원병상 조정 (153병상)
- 2016년 간호간병통합서비스 실시
- 2017년 지영응급의료기관 지정
- 2018년 병원급으로 종별변경
- 2020년 2월 감염병전담병원 지정
- 2022년 6월 지역책임의료기관 지정
- 2022년 10월 응급실(지역응급의료기관) 재개소
- 2022년 12월 종합병원 재승격 (122병상)

## 진료 과목
내과(심장내과, 신장내과,소화기내과, 호흡기내과), 신경과, 산부인과, 외과, 정형외과, 신경외과, 가정의학과, 영상의학과, 마취통증의학과, 치과, 진단검사의학과, 응급의학과